# 退行

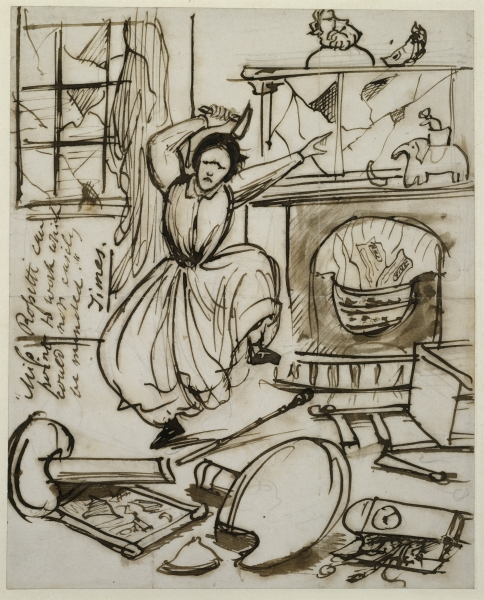
ごねる子供

心理学において退行（たいこう、Regression）とは、精神分析家ジークムント・フロイトによれば防衛機制のひとつであり、許容できない衝動をより適切な方法で処理するのではなく、自我を一時的または長期的に、発達段階の初期に戻してしまう事である。退行の防衛機制は、精神分析理論においては、個人の性格が、より幼稚な性癖を採用し、発達段階の初期に戻るときに起こる。

## フロイト
フロイトは神経症の研究において、その中心的形成要素として、発達、固着、退行を見出した。フロイトは「リビドー機能が長期に発達している」と主張し、「この種の発達には、第一に阻害、そして第二に退行という、二つの危険が伴う」と仮定した。阻害によって固着がまねかれ、「発達の道筋に固執していれば、固着した機能に回帰することによって、その機能で外的困難を回避しやすくなる」という。
フロイトにとって神経症は、不満足な現実からの飛躍の産物であり、退縮、退行、初期段階への性的生活の復帰という筋道をたどり、満足感が満たされなかったある段階に至る。